# G. I. Gurdjieff
Georges Ivanovich Gurdjieff (orosz: Георгий Иванович Гурджиев, Georgij Ivanovics Gurdzsijev; görög: Γεώργιος Γεωργιάδης); (sz.: 1866–1877 között – † 1949. október 29.) görög–örmény misztikus, filozófus, író, művész és spirituális tanító. Az enneagram újkori atyja.
Egyesek szemében ezoterikus és okkultista volt. Követői karizmatikus mesternek tekintették, aki újfajta tudást hozott a nyugati világba: egy olyan pszichológiát és kozmológiát, ami új utakat nyitott a filozófiában, lehetővé téve olyan ismeretek elterjedését, amelyek túlmutatnak a hagyományos tudományokon.
A szent táncával tett szert kezdeti hírnévre. Intézet az Ember Harmonikus Fejlődésére néven iskolát is alapított.

## Élete
Gurdjieff a mai Örményország területén levő Alekszandropolban született (ma Gjumri). Születésének pontos dátuma nem ismert, a kutatók 1866 és 1877 közé teszik. Gyermekkorát az ÉK-törökországi Karsban töltötte.
1896-ban Krétán megsebesült a görögök török uralom elleni lázadásakor. Ezután kíváncsisága hosszú évekre Keletre vitte, Egyiptomba, Perzsiába, Indiába, Tibetbe. Itt, Dél- és Közép-Ázsiában egyik ezoterikus tanítótól, bölcstől és titkos társaságtól a másikig vándorolt, a lét értelmét keresve. Vándorlásai során olyan képességekre tett szert, amelyet mágikusnak nevezhetünk. Korai életéről és ezen életszakaszáról a a Találkozások rendkívüli emberekkel (Meetings with Remarkable Men) című írásában olvashatunk, amelyből Peter Brook rendezésével film készült.
1913-ban Oroszországba ment, ahol Moszkvában, majd Szentpéterváron kezdett tanítani. Az 1917-es orosz forradalom zűrzavarában elhagyta Szentpétervárt, és visszatért családjához Alekszandropolba. A bolsevik forradalom idején ideiglenes tanulóközösségeket szervezett a kaukázusi Jesszentukiban, majd Tuapsze, Majkop, Szocsi és Poti Fekete-tenger parti városokban, ahol sok orosz tanítványával jelentős munkát végzett.
1919. január közepén néhány tanítványával együtt Tifliszbe (Tbiliszi) költözött, ahol megnyitotta „Intézet az Ember Harmonikus Fejlődéséhez” nevű, (A negyedik út) első intézetét.
1920 májusának végén, mikor a grúz politikai viszonyok megváltoztak, és a korábbi hatalom megdőlt, gyalog mentek Isztambulba.
Itt Gurdjieff lakást bérelt. Ez a lakás közel esett a mevlevi szúfi rend kolostorához (amit Rumi alapított), és itt találkozott először Gurdjieff, Pjotr Uszpenszkij és Thomas de Hartmann a kerengő dervisek szertartásaival. Itt ismerte meg John G. Bennettet is.
1921 augusztusában európai utazása során több városban (Berlin, London) tartott előadást és demonstrációt tanairól. 1922 októberében megalapította az Intézet az Ember Harmonikus Fejlődésére iskoláját Párizstól délre a Prieuré des Basses Loges-ban Fontainebleau-Avonban.

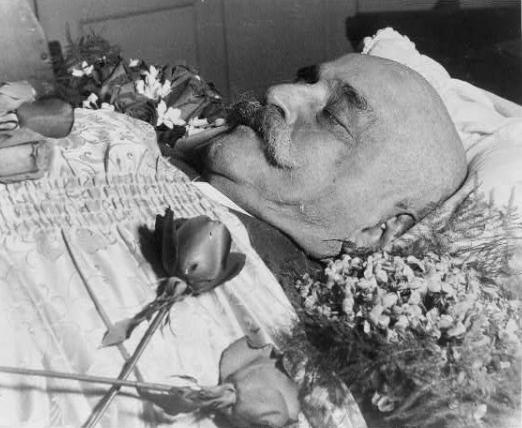
Gurdjieff a halotti ágyán

1924-ben egy autóbaleset következtében majdnem meghalt. Miután felgyógyult, bezárta intézetét és elkezdte írni a magyarul is megjelent Mindenségről és Mindenről (All and Everything) című munkáját.
1924-től Észak-Amerikába tett látogatásokat, ahol tanítani kezdte Alfred Richard Orage tanítványait.
1936-ban végleg Párizsban telepedett le és élete hátralévő ideje alatt itt tartózkodott. 
A tanítást Párizsban a második világháború során is folytatta. 1948-ban egy második autóbalesetet szenvedett, de ismét felépült.
1949. október 29-én halt meg a franciaországi Neuilly-sur-Seine-ben a Párizsi Amerikai Kórházban. Fontainebleau-Avon temetőjében temették el.
Utazásai során több nyelvet megtanult (állítása szerint idős korára tizennyolc nyelven beszélt folyékonyan). Néhányak szerint szerint Gurdjieff jártas volt a hipnózis tudományában is, és pályafutása során hivatásos hipnotizőr orvosként is dolgozott. Munkájából világosan látszik, hogy tudatában volt az emberi test számtalan működésének és lehetőségének.

## Tanításai
Tanaiban ötvöződött a görögkeleti szerzetesség, a szúfizmus, a kabbalista kozmológia, az újplatonizmus, a számmisztika, a tibeti buddhizmus, a pszichológia és sok minden más, amit egyenként kellene kielemezni (ha lehetne).
A közvetlenül Gurdjieffnek tulajdonított tanításokat leggyakrabban a "Negyedik Út"-ként említik (bár ő maga nem használta ezt a kifejezést a tanítására) és ma is tanítják őket a Gurdjieff által alapított szellemi iskolákban, valamint más intézetekben, amelyek szellemiségére Gurdjieff tanításai hatással voltak.
Hangsúlyozta, hogy az egyénnek semmit sem kell tennie anélkül, hogy értené, mit tesz. 
„Ezen az úton nincs szükség hitre”, – mondta, – „egy kis bizalom kell, de még az sem sokáig, mivel az ember számára az a legjobb, ha minél hamarabb meg tudja tapasztalni annak igazságát, amit hall”. Az embernek saját magának kell megtapasztalnia azt az igazságot, amelyet tanítanak neki.
Élete hívatásának érezte, hogy lehetővé tegye egy felülről jövő kozmikus befolyás elérését az emberiség számára, amit ő „C” típusú befolyásnak nevezett. Tanítványa, Madame de Salzmann könyvében hangsúlyozza, hogy jelenlegi állapotában az emberek nem állnak készen erre, a Földnek viszont szüksége van rá. Gurdjieff tanítása elsősorban az embereknek eme befolyás befogadására alkalmassá tételére vonatkozik, amivel lehetővé tenné az ember kozmikus szerepének betöltését.
Tanításai főként az ember univerzumban elfoglalt helyét keresik és belső fejlődésének lehetőségeit kutatják. Hangsúlyozta, hogy az emberek egyfajta éber álomban töltik életük nagy részét, és hogy lehetőség van magasabb tudatszintek, testek és különféle belső képességek elérésére.

### Gurdjieff tanainak eredete
Gurdjieff nem hozta nyilvánosságra tanításainak eredetét. Önéletrajzában néhány ázsiai embernek tulajdonította eszméit, de nem ment bele a részletekbe. Kritikusai szerint eszméi több más ismert forrás keveréke:
- A szókincse először a 19. század orosz szabadkőműveseinél jelenik meg (Róbert Fludd-tól vette át P. D. Uszpenszkij)
- Ezoterikus kereszténység – írta Borisz Muravjov
- Naksbandi szúfizmus – Idries Shah[15]
- A kaukázusi Ahmsta Kebzeh – Murat Yagan
- Tibeti buddhizmus – José M. Tirado[16]

### Ideák
Gurdjieff szerint azok az emberek, akik az objektív tudományt birtokolták, miután rájöttek, hogy a mindennapi nyelv tökéletlen és korlátolt, ’mítoszokban’, ’szimbólumokban’ és különleges ’aforizmákban’ próbálták kifejezni az egység ideáját, melyek változtatás nélkül továbbadták ezt az ideát az egyik iskolától a másikig, gyakran egyik korszaktól a másikig." Egyesek szerint Gurdjieff hozta szimbólumok, legendák, aforizmák, mozgások és gyakorlatok egy ilyen, korábban ismeretlen, átadási módot tartalmaznak ehhez az ideához.
Gurdjieff ideáit két csoportba lehet osztani: azok, amelyek az emberre, az ember pszichológiájára, fejlődésére vonatkoznak, és az úgynevezett kozmikus ideák. 
Hangsúlyozta, hogy az emberek egyfajta éber álomban töltik életük nagy részét, és hogy lehetőség van magasabb tudatszintek, testek és különféle belső képességek elérésére.

### Szimbólumok
Bárhogy is ítéljük meg Gurdjieff tanítását, egy biztos: ő vezetett be néhány ezoterikus tanítást a nyugati kultúrába, ami ott előzőleg ismeretlen volt így például az enneagrammát. Ez a szimbólum, Gurdjieff tanításának esszenciája, amelyben az 1, a 3 és a 7 törvénye és azok kapcsolata jelenítődik meg.
Gurdjieff megmutatta hogyan lehet erősíteni és összpontosítani a figyelmet különböző módszerekkel és hogy lehet minimalizálni az álmodozással és a figyelmetlenséggel töltött időt. Tanításai szerint ez a belső fejlődés csak a kezdete egy további változási folyamatnak, amelynek az a végső célja hogy visszavezesse az embert abba az állapotba, amilyennek lennie kellene.
Nem bízott abban az erkölcsben, ami kultúráról kultúrára változik, és gyakran ellentmondásos és felületes – de hangsúlyozta a tudatosság és lelkiismeret fontosságát. Ez – úgy találta – mindenkiben megtalálható az ember tudatalattijának mélyén, ezért nem befolyásolja az hogy az ember hogyan él de elérhetetlen az "önmagunkon való munka" nélkül.
Tanításaiban Gurdjieff új értelmet adott egyes ősi szövegeknek – mint például a Biblia – és különféle vallásos imáknak. Azt állította, hogy ezeknek a szövegeknek teljesen más a valódi jelentésük, mint az amit általában tulajdonítanak nekik; és hogy valódi jelentésük az ő tanításainak az irányába mutatnak. Ezekre példa a "Miatyánk" és az "Ismerd meg önmagad".

### Mozgási Gyakorlatok
Gurdjieff "szent táncokat és mozgásokat" is tanított a tanítványainak, hogy olyan feltételeket teremtsen, ahol a figyelem még intenzívebben gyakorolható; ezeket a mozgásokat csoportokban gyakorolták, és Gurdjieff hátrahagyott egy (tanítványával, Thomas de Hartmannal közösen) zongorára írt zenei anyagot is – ehhez távoli kolostorokban tett látogatásai során kapta az ihletet.

### A STOP Gyakorlat
Gurdjieff a "STOP" gyakorlatot használta, hogy kifejlessze az önmegfigyelés képességét a követőiben. Minden előzetes jelzés vagy figyelmeztetés nélkül minden tanítványa megmerevedett abban a testhelyzetben, amiben éppen volt, amikor a mester jelzett. Ezzel a gyakorlattal segítette őket szokásaik és feszültségeik tudatosításában, gondolataik megfigyelésében, egyszóval abban, hogy képesek legyenek erősíteni a figyelmüket, és hogy "emlékezzenek önmagukra". Egy további jelzés hatására folytathatták az elkezdett mozdulatot.
Más tudatébresztő gyakorlatok is szóba jöhettek bármelyik pillanatban.

## Módszerek – A Munka Formái
Tanításait sok különféle csoport vitte tovább halála után, némelyikük a New York-i, londoni és párizsi Gurdjieff-alapítványok védnöksége alatt. Gurdjieff alapította a Harmonikus Emberi Fejlődés Intézeté-t hogy segítő oktatókat„” képezzen, akik tanításai terjesztésében és gyakorlásában segítették őt.
Ma is sok csoport használja Gurdjieff tanításait, de nem mindegyik származik közvetlenül Gurdjiefftől tanár-diák kapcsolat útján.
- Csendes gyakorlat, avagy csendes ülés, vagyis rendszeresen időt szentelni arra, hogy valaki a csendben önmagához visszatérjen.
- A tanítás megvalósítása az életben. Például önemlékezéssel járó gyakorlatok révén. Egy harmonikus fejlődéshez a meditáció és a mozgalmas életünk kellős közepén végzett munka közötti egyensúlyra van szükség. G. ennek nagy fontosságot tulajdonított. A tanítás alfája és omegája : az önemlékezés[hivatkozas Istvantol]
- Az objektív ideák, szimbólumok tanulmányozása: Arról a különleges, az ember belső világáról és a világmindenségről szóló tudás elsajátításáról van szó, amit G. írásai, szavai és tettei révén adott át.
- A mozgásgyakorlatok vagy „szent táncok” melyeket Gurdjieff Ázsia-i utazásai során fedezett fel, majd Madame de Salzmann segítségével kidolgozott.
- Zene  A Gurdjieff által komponált zene, mely különböző tanítási módjait különböző formákban kíséri. Így például szerves része a mozgásgyakorlatoknak.

### A munka három vonala
Gurdjieff kezdetben így fogalmazta meg ezt az ideát: "A csoportok létezésének önmagában nincs semmi különös előnye, és nem különösebb érdem egy csoporthoz tartozni. A csoport előnye és hasznossága az elért eredményektől függ. Minden ember munkája három irányban haladhat: Egy ember hasznos lehet a Munkának, hasznos lehet nekem, és hasznos lehet önmaga számára." [töredékek]
A három vonal: egyéni munka, csoportmunka és munka a Munkáért. A három  folyamat támogatja egymást, és csakis együtt alkotnak egy egészet, alkotják az élő Munkát.”
Fontos szerepe van egy csoport kialakításának ahol tagok a mindennapi életük, vagy a különböző gyakorlat során átélt élményeiket osztják meg és alkalmanként nagyobb belső tudással rendelkező, felelős személyek útmutatásában részesülhetnek.
Ezeknek a gyakorlatoknak az összessége az, ami szerinte apránként egy tartós, harmonikus belső fejlődésre vezethet.

## Fogadtatása
Gurdjieffről sok könyvet írtak, és sok anekdotát feljegyeztek életéről. Önéletrajza és írásai szerint élete során számos országot és földrészt beutazott, sok csodát átélt és nem egy titkos társasággal került kapcsolatba.
Néhány tanítványa Gurdjieffet spirituális mesternek tekintette
(olyasvalakinek, akinek birtokában volt az objektív tudatosság - ahogy azt maga Gurdjieff nevezte) egy olyan tudatállapot, amit "ön-emlékezés" és "önmagán való dolgozás" gyakorlásával ért el. Más szavakkal tökéletesen tudatos és megvilágosult emberi lény volt.
Akik befogadóak voltak tanításai felé, azokat Gurdjieff "5 a 20/20-ból"-ként említette. Szerinte csak az emberek húsz százaléka gondolkozik komolyabban magasabb valóságokon. Ezeknek mindössze húsz százaléka dönt úgy, hogy tesz is valamit hogy eljusson ide, és csak öt százalékuk ér el ezzel valamit.
Gurdjieff műveivel és tevékenységével kapcsolatban megoszlanak a vélemények.
Kritikusai szerint egyszerű sarlatán volt, akinek hatalmas egója és állandó öntömjénezési igénye volt.
Gurdjieffnek nagy hatása volt több modern misztikusra és művészre, többek között az alábbiakra:
Keith Jarrett, Alan Watts, Timothy Leary, Robert Anton Wilson, Robert Fripp, Jacob Needleman, John Shirley és Frank Lloyd Wright.
Befolyása a hagyományos gurdjieffizmustól egészen olyan változatokig terjed, amiknek nincs semmi közös vonása eredeti tanításaival, azon kívül, hogy az ő nevét és jelképeit használják.
Figyelemre méltó, hogy Gurdjieff nemzetközi elismertsége ellenére a kommunista korszak szovjet lexikonaiban (beleértve az ötkötetes filozófiai enciklopédiát is) az 1980-as évek végéig nem kapott szócikket.

### Kritikák
A rendszerét érő kritika nagyrészt arra összpontosít, hogy szerinte a legtöbb ember egyfajta álomban éli le az életét.
Gurdjieff állítása szerint egy kegyes (vallásos), jó vagy erkölcsös ember semmivel sem fejlettebb spirituális szempontból, mint bárki más.
Munkáját érő másik fő kritika abban áll, hogy semmi értéket nem tulajdonít az "átlagember" életében található dolgoknak.
Gurdjieff szerint valójában semmi sem az ember sajátja abból, amit birtokol, teljesít, barátainak vagy saját gondolatainak érzéseinek hisz, hacsak nem puszta véletlen folytán.
Az "átlagember" számára olyasvalakit jelöl, aki nem tesz céltudatos kísérletet a spirituális fejlődésre. Ezeket az állításait sokan úgy értelmezték mint a hagyományos vallási értékek, az emberbaráti munka és a jó és rossz cselekedetek megkülönböztetésének teljes semmibe vételét.
Maga Gurdjieff vállalta tanításainak ezoterikus voltát, de állítása szerint azokat nem burkolta a titokzatosság fátyla. Gurdjieff szerint sokkal inkább az a helyzet, hogy az emberek többségében vagy nincs meg a kellő érdeklődés, vagy a bizonyos eszmék felé irányuló megértési képesség hiányzik.

### Pozitív megítélés
Gurdjieff tanításainak meglehetősen összetett volta miatt más értelmezések is lehetségesek. Például az oroszországi periódusban nagy tisztelettel beszélt az obivatyel-ekről, vagyis az egyszerű kisemberekről. Sokkal később, már Párizsban, számos olyan embert segített, és támogatott, akik valami miatt nehéz helyzetbe kerültek.
Azt mondják, párizsi lakása egyike volt a világ legrosszabb műgyűjteményeinek, mivel sok képet és műalkotást vásárolt szegény vagy nélkülöző művészektől, csak azért, hogy anyagilag segítse őket.
Diogenészhez hasonlóan tanításaiban Gurdjieff is „kicsit magasabb hangot ütött meg”, hogy elérje a célját és ihletet kapjon, de az átlagemberekkel szemben mindig nagylelkű volt. Sokan közülük elkísérték végső útjára a rue Daru-i orosz katedrálisba.

## Kötetei magyarul
- Találkozások rendkívüli emberekkel; ford. Hollán László; Sophiris, Bp., 2001
- A mindenségről és mindenről avagy Belzebub elbeszélései unokájának. Az emberek életének páratlan és objektív kritikája; ford. Hollán László; Sophiris, Bp., 2003
- Gurdjieff beszél tanítványainak; ford. Farkas István et al.; Püski, Bp., 2007
- Az élet csak akkor valóságos, amikor "én vagyok". A mindenségről és a mindenről harmadik sorozat; ford. Hollán László, Fecskés Judit; Püski, Bp., 2014

### Egyéb
- P. D. Ouspensky: Egy ismeretlen tanítás töredékei; ford. Hollán László et al. Budapest : Püski : Új Ág
- P. D. Ouspensky: A negyedik út. G. I. Gurdjieff tanításairól tartott előadások, kérdések és válaszok; ford. Darányi Mónika; Lunarimpex, Fót–Bp., 2006 (Mesterek, életek, tanítások)
- J. G. Bennett: Kozmikus törvények avagy Mindennapjaink. Gurdjieff, making a new world könyvének függeléke. A törvények nem ismerete nem mentesít hatásaik alól; ford. Szekeres Éva; Püski, Bp., 2009

## Lásd még
- Enneagramma

## Bibliográfia
Gurdjieffet főleg tanítványai által írott könyvekből ismerhetjük. Egykori diákja, P. D. Ouszpenszkij írta a "A csodálatos kutatása: Egy ismeretlen tanítás töredékei" (In Search of the Miraculous: Fragments of an Unknown Teaching) című művet, amit sokan alapműnek tekintenek Gurdjiefffel kapcsolatban.
A vele töltött időről írtak többek között:
A. R. Orage, Charles Stanley Nott, Thomas and Olga de Hartmann, Fritz Peters, René Daumal, John G. Bennett, Maurice Nicoll, Margaret Anderson, Pierre Zuber, Louise March és Louis Pauwels.
Sokan mások szellemi áramlatáshoz csatlakoztak, így például:
Frank Lloyd Wright, Kathryn Hulme, P. L. Travers, Katherine Mansfield and Jean Toomer.
Halála után kiadott könyvei a következők:
Beelzebub's Tales to His Grandson, Meetings with Remarkable Men, és Life is Real Only Then, When 'I Am'.
Ez a trilógia, ami Gurdjieff alapműve és legominizmusa, All and Everything néven is ismert. A legominizmus – Goudjieff szerint – egy módszer arra, hogy régmúlt korok eseményeit beavatottakon keresztül tudassuk átadjuk a jelenkornak. Olga de Hartmann, egykori diákja és személyes titkára korai beszédeit 1973-ban Views from the Real World: Early Talks in Moscow, Essentuki, Tiflis, Berlin, London, Paris, New York and Chicago, as recollected by his pupils című könyvében adta ki.
A Meetings with Remarkable Men című 1979-es játékfilm, ami Gurdjieff azonos című könyve alapján készült, azokat a szent táncokat mutatja be, amiket komolyabb követőinek tanított és egyszerűen csak mozdulatoknak nevezett.

### Videók Gurdjieffről
- Gurdjieff's Legacy: Establishing The Teaching in the West, 1924–1949 Part III
- Gurdjieff's Mission: Introducing The Teaching to the West, 1912–1924 Part II
- Gurdjieff in Egypt: The Origin of Esoteric Knowledge Part I
- Meetings with Remarkable Men
- Tribute to G. I. Gurdjieff
- Some moments with Mr. Gurdjieff and others – France 1949

### Zene
- Gurdjieff Improvizációk
- Gurdjieff - De Hartmann Piano Music
- Alain Kremski
- Hagyományörző csoportok

## Külső hivatkozások
- Gurdjieff csoportok Magyarországon
  - Ggurdjieff.hu
  - gurdjieff.hu
- Nemzetközi csoportok: 
  - http://www.gurdjieff-foundation.org/Home/#Europe
- P. D. Ouspensky könyvei magyarul 
  - Pszichológia és negyedik út
  - Egy ismeretlen tanítás töredékei
  - Ouspensky fordítások egy budapesti negyedik út iskola lapján
- Önemlékezés (könyv a negyedik útról)